# Andrzej Bielecki
Andrzej Bielecki (ur. 18 lutego 1961) – polski matematyk, informatyk i cybernetyk (specjalności: systemy sztucznej inteligencji, teoria układów dynamicznych, biomatematyka, cybernetyka), doktor habilitowany i profesor nadzwyczajny, wykładowca akademicki na Akademii Górniczo-Hutniczej im. S. Staszica.

## Kariera naukowa
W 1985 roku ukończył studia na wydziale Matematyki i Fizyki Uniwersytetu Jagiellońskiego na kierunku Fizyka. W 1992 roku ukończył studia matematyczne na Uniwersytecie Jagiellońskim, a w roku 1998 obronił dysertację „Gradientowe układy dynamiczne i proces nauki warstwowych sieci neuronowych“ i uzyskał stopień doktora nauk matematycznych w zakresie matematyki na Uniwersytecie Jagiellońskim. Promotorem pracy doktorskiej był Jerzy Ombach.  Na tej samej uczelni uzyskał w 2009 roku stopień doktora habilitowanego nauk matematycznych ze specjalności „teoria układów dynamicznych i zastosowania matematyki“.
Pracował jako samodzielny fizyk w Instytucie Fizyki UJ w latach 1985-86, specjalista w Uczelnianym Ośrodku Elektronicznej Techniki Obliczeniowej Akademii Rolniczej w Krakowie (1987-1990), w Instytucie Informatyki UJ (1990-1991 jako specjalista, 1991-2000 na stanowisku asystenckim, 2000-2009 na stanowisku adiunkta, 2009-2010 na stanowisku starszego wykładowcy, 2010-2012 na stanowisku adiunkta habilitowanego, od 1 marca 2012 do 30 września 2012 na stanowisku profesora nadzwyczajnego). W 1993 roku odbył tygodniowy staż naukowy na Politechnice w Atenach w ramach programu SOCRATES. Następnie w ramach tego samego programu i na tej samej uczelni odbył dwa staże: 5-miesięczny w 1994 roku oraz 7-tygodniowy w 1995 roku. W 1999 roku był zatrudniony jako adiunkt na Uniwersytecie Illinois w Chicago.
Od 2012 roku jest profesorem nadzwyczajnym Akademii Górniczo-Hutniczej im. S. Staszica w Krakowie w Katedrze Informatyki Stosowanej na Wydziale Elektrotechniki, Automatyki, Informatyki i Inżynierii Biomedycznej. Równocześnie kontynuuje współpracę z Uniwersytetem Jagiellońskim – zarówno w aspekcie dydaktycznym, jak też naukowym. Jest współzałożycielem i członkiem Instytutu Karola Wojtyły – fundacji naukowej, której celem jest krzewienie myśli Karola Wojtyły.
Naukowo zajmuje się teorią układów dynamicznych, zarówno w aspekcie teoretycznym jak i aplikacyjnym, podstawami teoretycznymi systemów sztucznej inteligencji oraz ich zastosowaniami w medycynie, robotyce i energetyce, biomatematyką – matematyczne modele transmisji sygnału w synapsie oraz cybernetyką ekonomiczną i biocybernetyką.
Andrzej Bielecki jest autorem 89 publikacji, w tym 25 na liście filadelfijskiej.